# Simplicia rectalis
Simplicia rectalis is een vlinder uit de familie van de spinneruilen (Erebidae). De wetenschappelijke naam van de soort is voor het eerst geldig gepubliceerd in 1842 door Eversmann.
Deze nachtvlinder komt voor in Europa.